# Hans Konrad von Orelli

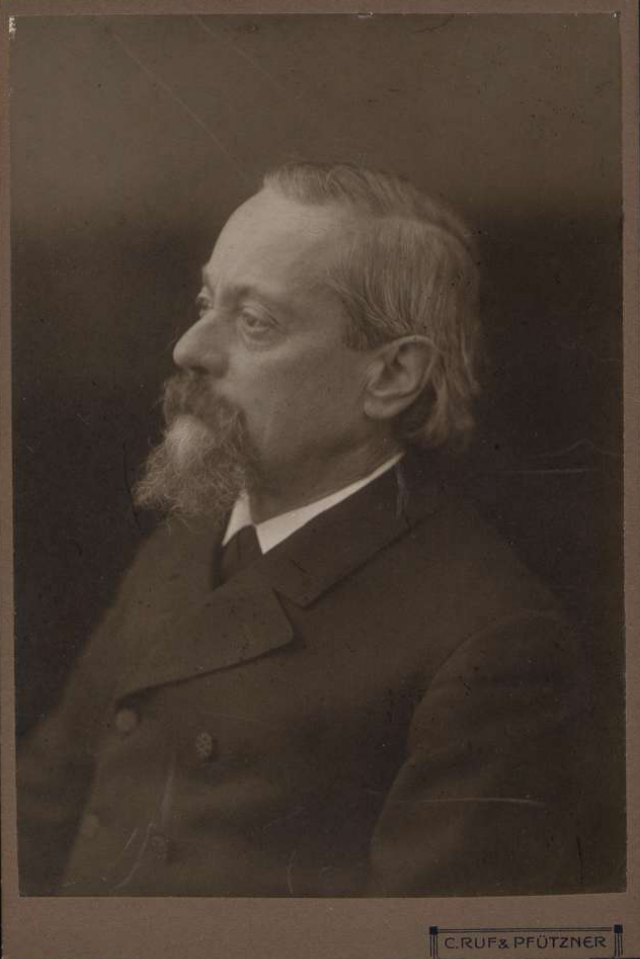
Conrad von Orelli-Schulthess

Hans Konrad von Orelli (* 25. Januar 1846 in Zürich; † 7. November 1912 in Basel), meist in der Schreibung Conrad von Orelli, war ein Schweizer reformierter Theologe und Professor der Theologie in Basel. 

## Leben und Wirken

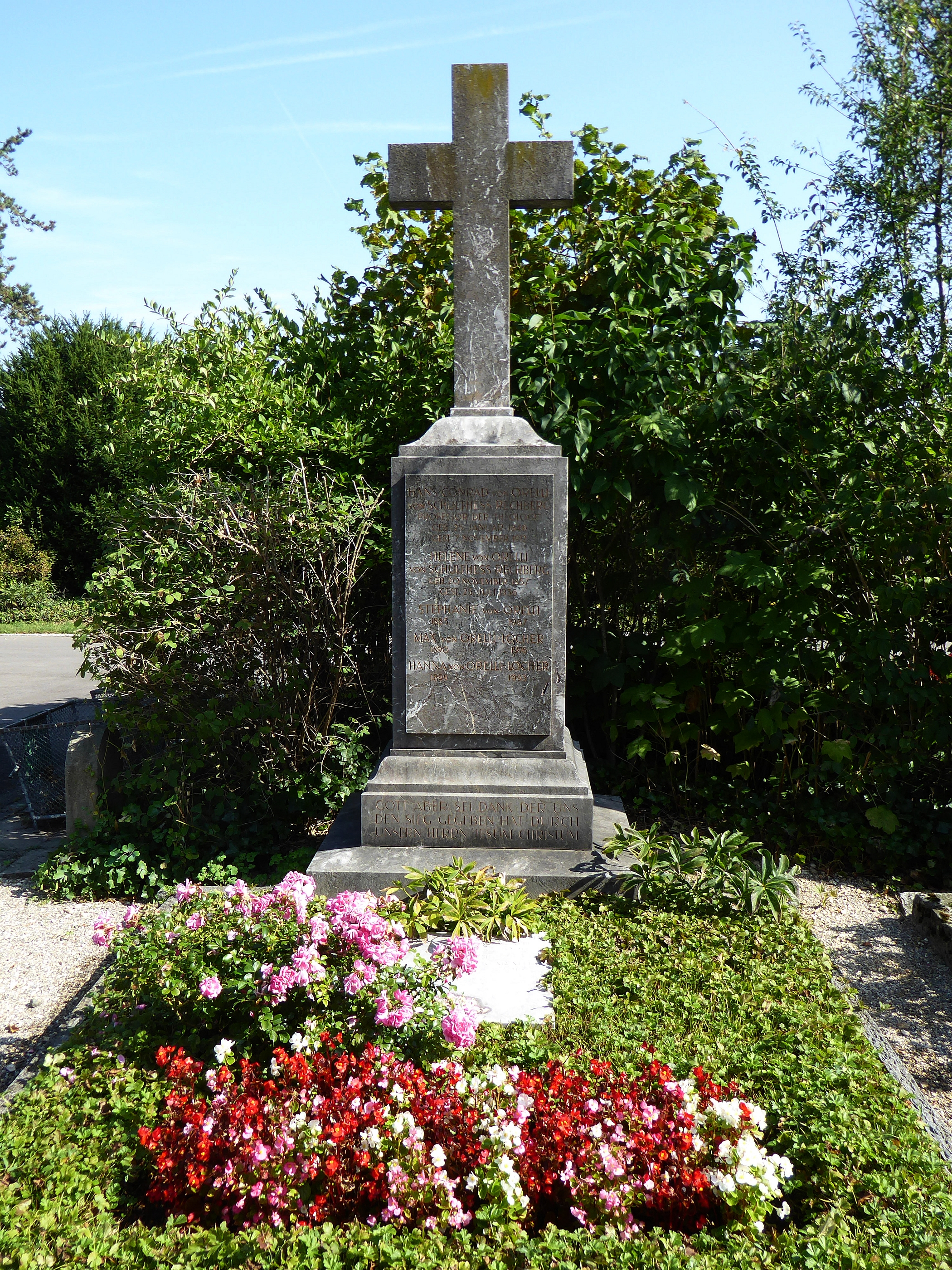
Familiengrab auf dem Friedhof Wolfgottesacker, Basel

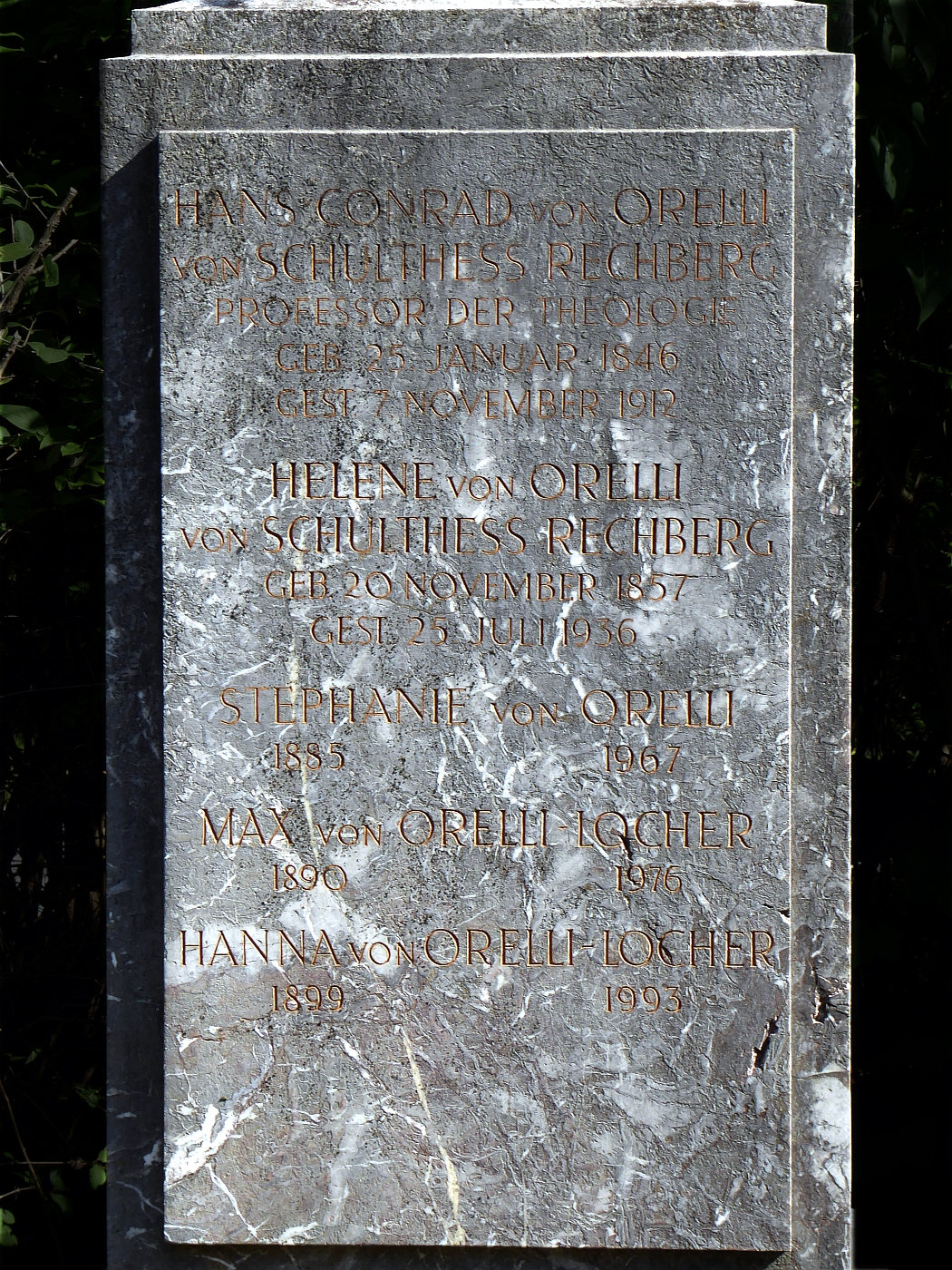
Grab auf dem Friedhof Wolfgottesacker, Basel

Hans Konrad von Orelli wurde 1846 in Zürich geboren, wo er auch zur Schule ging. Er absolvierte sein Theologiestudium in Lausanne, Zürich, Tübingen und Erlangen. Er war mit Franz Delitzsch und Wolf Wilhelm von Baudissin befreundet. Im Jahr 1869 wurde er zum Prediger am Waisenhaus in Zürich ernannt. Er promovierte 1870/71 bei Delitzsch in Leipzig und wurde 1871 Privatdozent an der Universität Zürich. Im Jahr 1873 ging er als Professor für Theologie (Altes Testament) nach Basel.
Er machte 1876 eine Reise durch das Heilige Land (Reiseschilderungen, veröffentlicht 1878). 1881 wurde er in Basel zum ordentlichen Professor befördert. 1889 erhielt er die Ehrendoktorwürde der Universität Greifswald. 1892 wurde er zum Rektor der Basler Universität ernannt. 
Orelli ist Verfasser mehrerer Kommentare zu alttestamentlichen Prophetenbüchern sowie einer Allgemeinen Religionsgeschichte, die er seinem Freund, dem Grafen Wolf Baudissin, widmete. Er redigierte auch die Zeitschrift Der Kirchenfreund.
Orelli hatte drei Söhne und fünf Töchter. Die älteste Tochter Mathilde von Orelli (1891–1983) absolvierte 1914 ein Praktikum an der «Sozialen Frauenschule» von Alice Salamon. Später war sie von Dezember 1924 bis Oktober 1926 für die «SAG» in Berlin tätig und hatte Kontakt zu Friedrich Siegmund-Schultze.
Seine letzte Ruhestätte fand Orelli auf dem Friedhof Wolfgottesacker in Basel.

## Schriften (Auswahl)
- Allgemeine Religionsgeschichte. Bonn: Marcus & Weber 1899 (Digitalisat; 2. Aufl. in zwei Bänden: Bonn: A. Marcus & E. Weber’s Verlag 1911–13; eine weitere Ausgabe davon erschien Bonn, 1921)
- Die Hebräischen Synonyma der Zeit und Ewigkeit / genetisch und sprachvergleichend dargestellt. Leipzig: Lorentz, 1871
- Die Propheten Jesaja und Jeremia. Ausgelegt von C. von Orelli (= kurzgefasster Kommentar zu den heiligen Schriften Alten und Neuen Testamentes sowie zu den Apokryphen, Altes Testament, 4. Abtheilung). Nördlingen: C. H. Beck, 1887
- Das Buch Ezechiel und die zwölf kleinen Propheten.  Nördlingen 1888 – Digitalisat
- Die alttestamentliche Weissagung von der Vollendung des Gottesreiches : in ihrer geschichtlichen Entwicklung dargestellt.  Wien: Faesy, 1882; engl. Übers. Edinburgh, 1885: The Old Testament prophecy of the consummation of God’s Kingdom, traced in its historical development. Digitalisat
- Die himmlischen Heerscharen (Basel, 1889) (Besprechung)
- Durch’s Heilige Land. Tagebuchblätter.  Basel: C. S. Spitteler, 1878